# Anders Ek
Anders Ek est un acteur suédois né le 7 avril 1916 à Göteborg et mort le 17 novembre 1979 à Stockholm.

## Filmographie
- 1942 : Rid i natt! de Gustaf Molander
- 1950 : La Fille aux jacinthes (Flicka och hyacinter) d'Hasse Ekman
- 1953 : La Nuit des forains (Gycklarnas afton) d'Ingmar Bergman
- 1957 : Le Septième Sceau (Det Sjunde inseglet) d'Ingmar Bergman
- 1969 : Le Rite (Riten) d'Ingmar Bergman
- 1972 : Cris et Chuchotements (Viskningar och rop) d'Ingmar Bergman